# (91205) 1998 US43
(91205) 1998 US43 — резонансный транснептуновый объект пояса Койпера, находящийся во внешней области Солнечной системы. Диаметр оценивается приблизительно в 111 км. Объект был открыт 22 октября 1998 года американским астрономом Марком Буйе в Национальной обсерватории Китт-Пик, США.

## Классификация и параметры орбиты
1998 US43 относят к плутино, объект находится в орбитальном резонансе 2:3 с Нептуном, как и Плутон. Объект обращается вокруг Солнца на расстоянии 34.0–44.2 а.е. с периодом 244 года  9 месяцев (89394 дня). Орбита обладает эксцентриситетом 0,13, наклон составляет 11° относительно эклиптики. Дуга наблюдений объекта отсчитывается от момента открытия объекта. Параметры орбиты до настоящего времени известны с некоторой неопределённостью.

## Физические характеристики
По данным об абсолютной звёздной величине, равной 8.0 и в предположении альбедо 0.09 получена оценка диаметра 111 км. Спектр объекта свидетельствует в пользу голубоватого цвета. По состоянию на 2017 год из фотометрических наблюдений не было получено вращательной кривой блеска.

## Нумерация и наименование
Данной малой планете 28 октября 2004 года Центром малых планет было присвоено числовое обозначение. По состоянию на начало 2018 года собственное название объекту присвоено не было.